# McArthur, Kalifornien
McArthur är en så kallad census-designated place i Shasta County i Kalifornien. Vid 2010 års folkräkning hade McArthur 338 invånare.